# Станіслав-Дольни
Станіслав-Дольни (пол. Stanisław Dolny) — село в Польщі, у гміні Кальварія-Зебжидовська Вадовицького повіту Малопольського воєводства.
Населення — 2176 осіб (2011).

## Історія
У 1975-1998 роках село належало до Бельського воєводства, підпорядковувалося районній адміністрації у Вадовицях.

## Демографія
Демографічна структура станом на 31 березня 2011 року:
|          | Загалом | Допрацездатний вік | Працездатний вік | Постпрацездатний вік |
| -------- | ------- | ------------------ | ---------------- | -------------------- |
| Чоловіки | 1056    | 257                | 707              | 92                   |
| Жінки    | 1120    | 265                | 671              | 184                  |
| Разом    | 2176    | 522                | 1378             | 276                  |